# Biserica „Sfinții Voievozi” - Câța din Râmnicu Sărat
Biserica „Sfinții Voievozi” - Câța din Râmnicu Sărat este un monument istoric aflat pe teritoriul municipiului Râmnicu Sărat. În Repertoriul Arheologic Național, monumentul apare cu codul 44854.03.01.